# Farnham (Surrey)

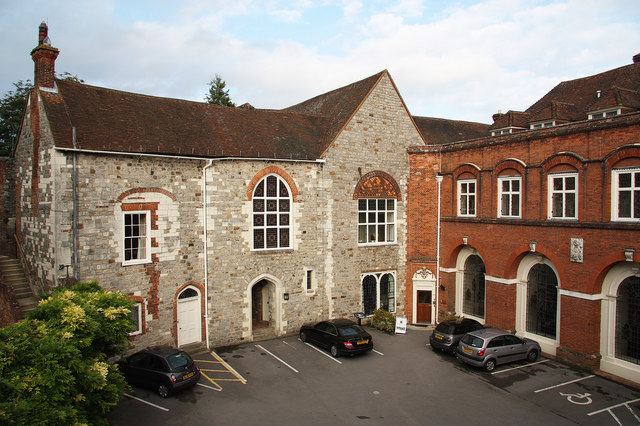
Farnham – Bischofspalast

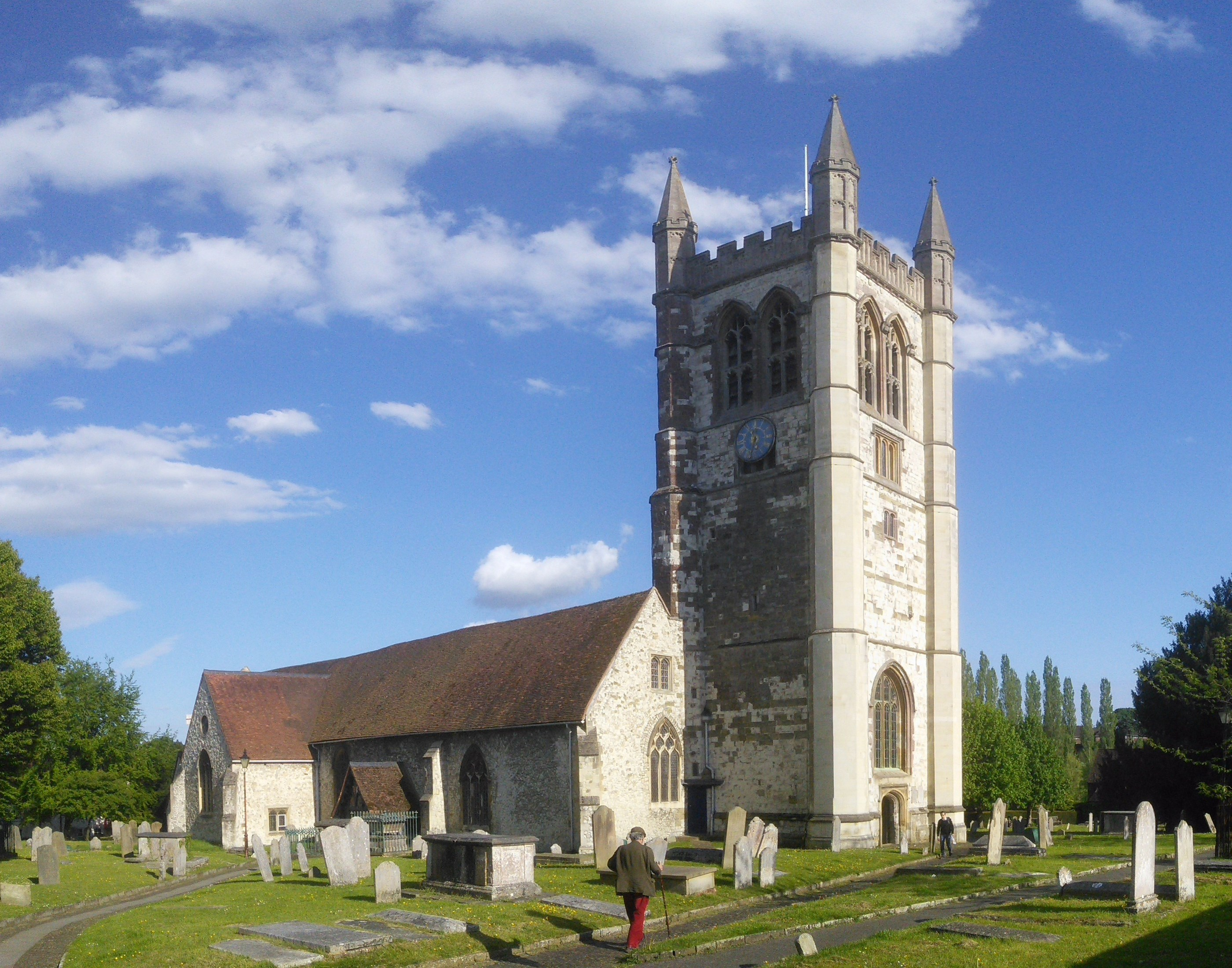
Farnham – St Andrew’s Church

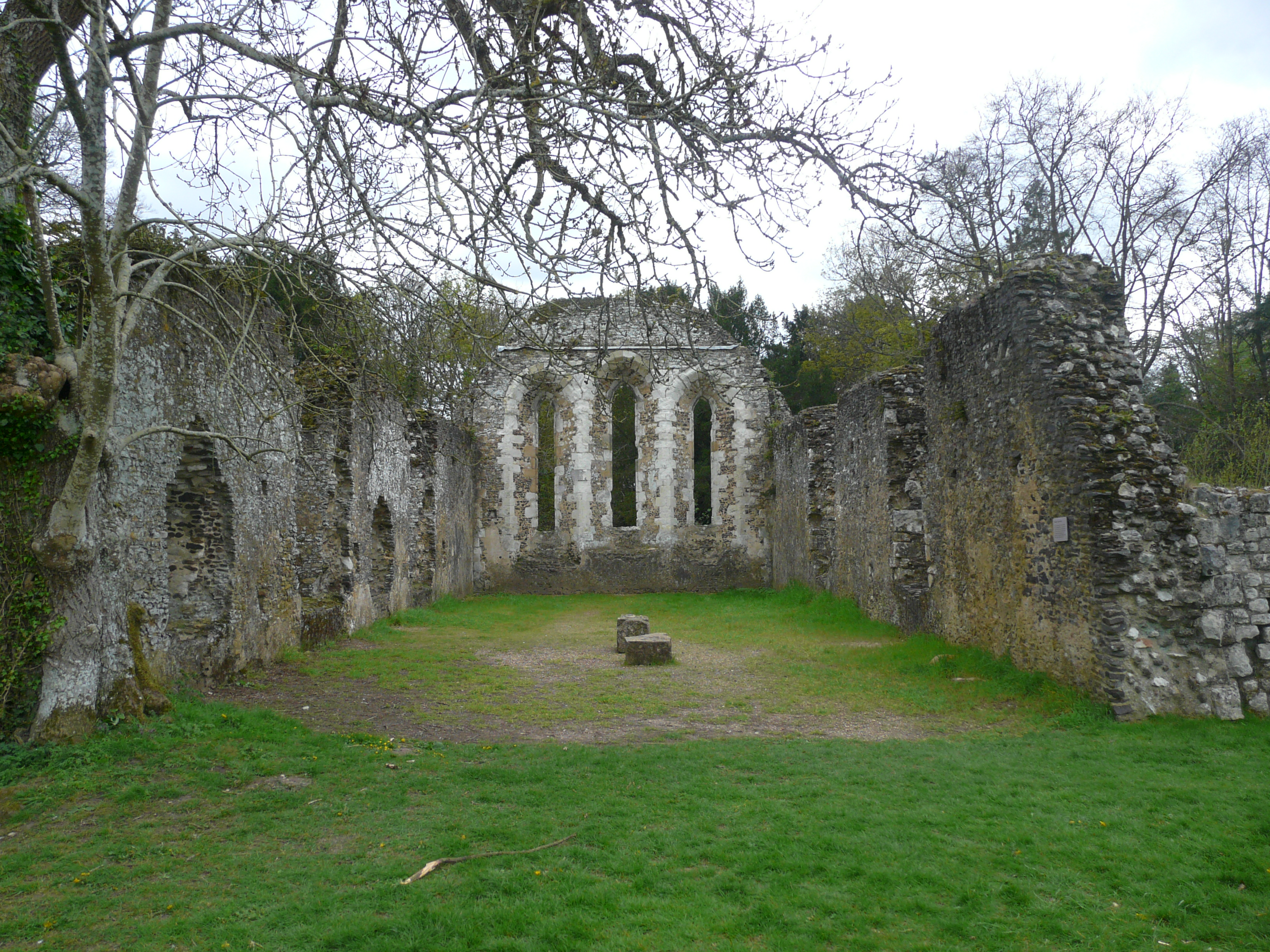
Ruinen der Waverley Abbey

Farnham ist eine kleine Stadt mit ca. 28.000 Einwohnern in der Grafschaft (county) Surrey im Süden Englands; sie liegt etwa auf halber Strecke zwischen London und Winchester am Westrand der Surrey Hills (AONB) und ist von historischem Interesse, zum Beispiel aufgrund ihres alten Häuserbestands auch aus georgianischer Zeit. Die Ruine der Burg (Farnham Castle) beherrscht die Stadt; es ist jetzt ein Konferenzzentrum, der mittelalterliche Bergfried (keep) jedoch befindet sich in der Obhut des English Heritage und ist der Öffentlichkeit zugänglich.

## Wirtschaft
Farnham entwickelte sich zu einem erfolgreichen Marktflecken; der Autor Daniel Defoe schrieb, Farnham habe den größten Getreidemarkt nach London, und vermerkt, dass an Markttagen 1100 voll beladene Wagen in die Stadt kamen. Während des 17. Jahrhunderts entstanden weitere Handwerkszweige zur Herstellung von Keramik aus ungeschrühter (roher) Ware (Greenware Pottery); eine Töpferei existiert noch in den Außenbezirken der Stadt. Auch gibt es noch kleine Betriebe zur Verarbeitung von Wolle, Leinen und Hopfen, dem Grundbestandteil von Bier.

## Geschichte
Nachweise menschlicher Anwesenheit in Farnham gibt es seit der paläolithischen Periode vor 400.000 Jahren. Seit dem Mesolithikum, etwa 6000 v. Chr., scheint der Ort bewohnt gewesen zu sein und wuchs während der Bronzezeit und Eisenzeit kontinuierlich.
In römischer Zeit wurde das Gebiet aufgrund der großen Tonvorkommen ein Zentrum für Töpferei. Reste von Tonwaren sowie einer römischen Villa und eines Bades wurden in der Nähe gefunden. Im Jahr 296 fand in der Nähe eine Schlacht statt, in der der römische Usurpator Allectus vom Prätorianerpräfekten Asclepiodotus entscheidend geschlagen wurde.
Die Angelsachsen gaben dem Ort seinen Namen: es wird als Fearnhamme in der Angelsächsischen Chronik erwähnt, wobei sich fearn auf den Farnbewuchs des Landes und hamme auf die feuchten Niederungen beziehen soll. Im Jahr 688 schenkte der westsächsische König Caedwalla das Gebiet um Farnham der Kirche und der Diözese Winchester. Eine sächsische Gemeinde entwickelte sich in dem Flusstal. Während der dänischen Invasion im 9. Jahrhundert gab es in der Nähe eine weitere Schlacht, als Eduard der Ältere, Sohn von Alfred dem Großen die Invasoren anführte.
Das Domesday Book verzeichnet Farnham als Besitz des Bischofs von Winchester. Im Jahr 1138 begann Heinrich von Blois, Enkel von Wilhelm dem Eroberer und Bruder von König Stephan den Bau der Burg, um dem Bischof während seiner häufigen Reisen zwischen seiner Kathedrale und der Hauptstadt Unterkunft bieten zu können. Im Schatten der Burg entstand ein Markt für landwirtschaftliche Produkte etc., der das Wachstum der Stadt beschleunigte.
Farnham erhielt vermutlich im Jahr 1249 Stadtrechte durch William Raleigh, damals Bischof von Winchester. 1348 wurde Farnham Opfer der Pest, 1625 erneut. Die Blind Bishop's Steps, eine Reihe von Stufen entlang der Castle Street zur Burg hinauf, wurden ursprünglich für Bischof Richard Fox gebaut, den Paten von Heinrich VIII.
Während des Englischen Bürgerkriegs war die Burg, von zwei kurzen Zeitspannen abgesehen, in der Hand des Parlaments. Im Jahr 1643 wurde hier eine bedeutende Schlacht geschlagen; fünf Jahre später wurde der Bergfried (keep) auf Befehl Oliver Cromwells von den siegreichen parlamentarischen Truppen teilweise abgebrochen, um seine militärische Nutzung unmöglich zu machen. Im Jahr 1660 kehrte der Bischof in den benachbarten Bischofspalast zurück, der bis 1927 bischöfliche Residenz blieb; danach wurde er bis 1955 die Residenz der neu geschaffenen Diözese Guildford.
König Karl I. wohnte im Vernon House in Farnham auf dem Weg zu seinem Prozess und der anschließenden Hinrichtung in London im Jahr 1649. Das Gebäude beherbergt heute die städtische Bibliothek.
Im Jahr 1848 erhielt Farnham einen Eisenbahnanschluss; sechs Jahre später wurde das benachbarte Aldershot Home of the British Army. Beide Ereignisse hatten großen Einfluss auf Farnham: die schnelle Verbindung nach London machte den Ort zu einem frühen Beispiel einer Pendlerstadt. Da die Eisenbahn Aldershot erst im Jahr 1870 erreichte, wurden die Soldaten in der Zwischenzeit bis Farnham gefahren und mussten anschließend bis Aldershot zu Fuß gehen. Viele Offiziere und ihre Familien hingegen wählten Farnham als Wohnort.
Im Jahr 1895 wurde der Farnham Urban District Council gebildet. 1930 erwarb der Rat Farnham Park, ein Gelände, das einen Großteil des früheren Burggeländes umfasst. Im Jahr 1901 hatte Farnham ca. 14.000 Einwohner, am Ende des Zweiten Weltkriegs waren es rund 20.000.

## Sehenswürdigkeiten
- Bedeutendste Sehenswürdigkeit Farnhams ist die Ruine der mittelalterlichen Burg (castle).
- Die St Andrew’s Church stammt aus dem 15. Jahrhundert und zeigt Fenster im Perpendicular Style.

Umgebung
- Ca. 5 km südöstlich des Ortes liegen die Ruinen der Waverley Abbey.
- Ca. 5 km südwestlich des Ortes liegt der Vogelpark Birdworld.

## Städtepartnerschaften
- Andernach, Rheinland-Pfalz

## Bekannte Personen aus Farnham
- William Cobbett (1763–1835), Essayist
- William Newnham (1790–1865), Praktischer Arzt
- John Henry Knight (1847–1917), Konstrukteur des ersten britischen Autos
- William Willett (1856–1915), Erfinder der Sommerzeit
- Harold Falkner (1875–1963), Künstler
- Austin Robinson (1897–1993), Ökonom
- Helen Kemp Porter (1899–1987), Pflanzenphysiologin und Hochschullehrerin
- Mike Hawthorn (1929–1959), Rennfahrer in der Formel 1 und Weltmeister 1958
- Sean P. F. Hughes (1941–2025), Professor für Orthopädische Chirurgie
- Virginia Wetherell (* 1943), Schauspielerin
- Josephine Wall (* 1947), Fantasy-Künstlerin und Bildhauerin
- Richard Tice (* 1964), Politiker
- Graham Thorpe (1969–2024), Cricketspieler
- Emma Browne (* 1989), Triathletin
- Fran Wilson (* 1991), Cricketspielerin